# Anello inguinale profondo
L'anello inguinale profondo, detto anche addominale o interno, è l'orifizio interno del canale inguinale. È situato nel contesto della fascia trasversale, ed è delimitato medialmente dal margine laterale concavo del legamento interfoveolare di Hesselbach e dai vasi epigastrici inferiori. Corrisponde al punto in cui il peritoneo parietale e la fascia trasversale si invaginano per accompagnare la discesa del testicolo nello scroto; nell'adulto dà passaggio ai componenti del funicolo spermatico (nel maschio) o al legamento rotondo (nella femmina).